# Giulia Lama
Giulia Lama née à Venise le 1er octobre 1681 et morte dans la même ville le 7 octobre 1747 est une peintre italienne, active à Venise.

## Biographie
Giulia Lama est née en 1681 dans la paroisse de Santa Maria Formosa à Venise. Elle est d'abord formée par son père, le peintre Agostino Lama, puis étudie aux côtés d'un ami d'enfance, Giambattista Piazzetta (1683–1754), peintre rococo de divers sujets religieux et peintures de genre. Du fait de leur apprentissage commun, leurs styles sont similaires dans les contrastes nets de la lumière et de l'ombre. Piazzetta a peint un portrait d'elle entre 1718 et 1719 (Madrid, musée Thyssen-Bornemisza).
Poétesse par goût et brodeuse par nécessité, elle connut une existence difficile dans un grand isolement. C'est ainsi qu'en parle l'abbé Conti dans une lettre qu'il écrit à Mme de Caylus en mars 1728 : « La pauvre femme est persécutée par la peinture, mais son talent triomphe de ses ennemis. Il est vrai qu'elle est aussi laide qu'elle est intelligente, mais elle parle avec grâce et élégance, de sorte que l'on pardonne facilement son visage… Elle vit cependant une vie très retirée ». Il révèle également qu'en plus d'être un grand peintre, elle était douée en mathématiques, très bonne poétesse, et dentellière très créative. Il met également en évidence l'opposition des artistes masculins à la carrière d'une femme et les préjugés concernant la beauté physique, un problème auquel a également été confrontée Rosalba Carriera.
Elle était connue pour son apparence simple dont elle a joué dans son autoportrait de 1725 (Florence, galerie des Offices).

## Œuvre
Giulia Lama a été active en tant que peintre et poète à Venise jusqu'après 1753. Contrairement à la plupart des femmes de son époque qui n'avaient pas accès à l'étude des nus, elle semble avoir été une des premières à briser cette barrière. Plus de 200 dessins récemment découverts montrent clairement qu'elle a en effet étudié les figures nues masculines et féminines lors de sa formation.
Elle a peint des portraits sensibles comme Jeune homme avec un turban, mais surtout des sujets religieux pour des commandes de retables. L'un d'eux, une Crucifixion, est conservé à Venise à l'église San Vidal, un autre Vierge à l'enfant avec deux saints est à l'église Santa Maria Formosa. C'est grâce à l'identification de trois de ses retables dans un guide vénitien de 1733 qu'on a pu reconstituer sa carrière artistique. Son travail avait été attribué précédemment à de grands noms d'artistes et il a été nécessaire de redistribuer des œuvres non seulement de Piazzetta, mais aussi d'artistes tels que Federico Bencovich, Domenico Maggiotto, Francesco Capella et Francisco de Zurbarán, entre autres. Seul un petit nombre de ses tableaux est daté.

Œuvres de Giulia Lama
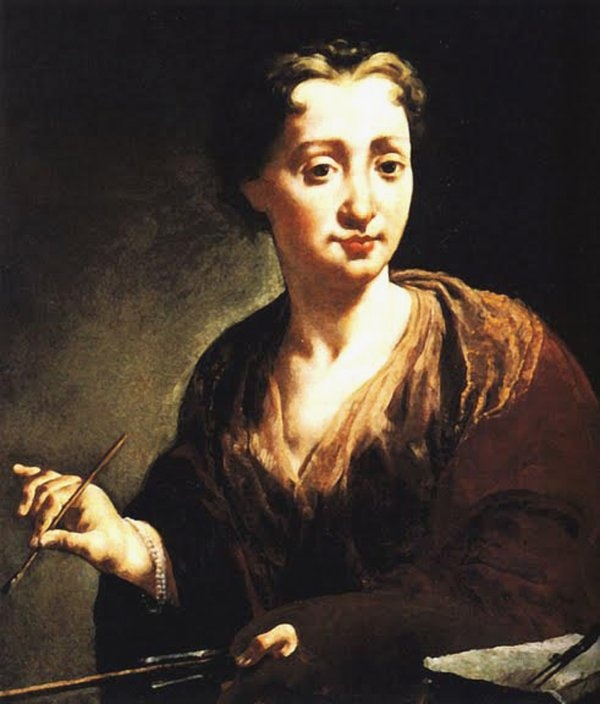
Autoportrait, 1725, Florence, galerie des Offices.
Judith et Holopherne, 1730-1740, Venise, Galeries de l'Académie.
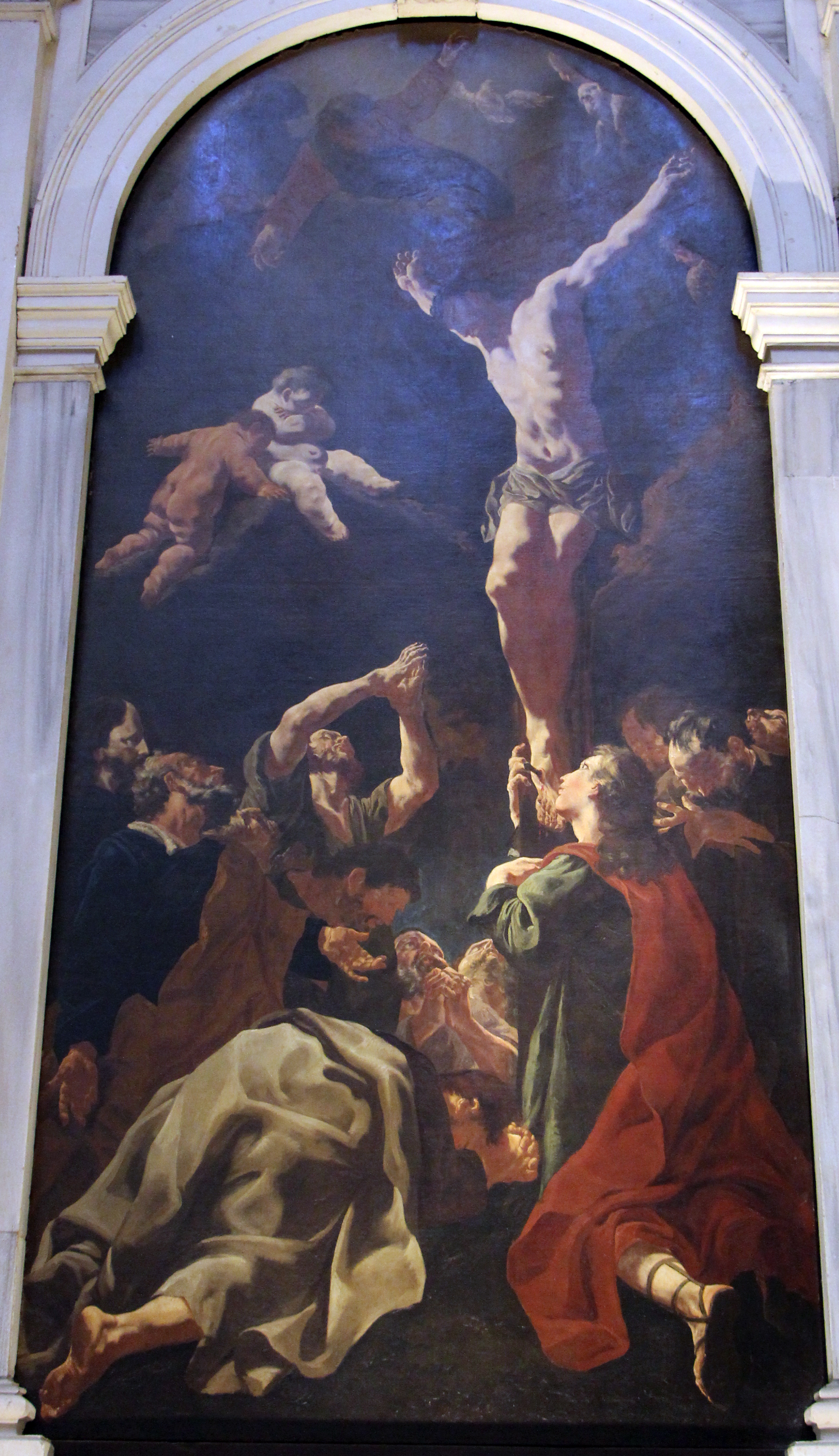
Crucifixion avec les apôtres, Venise, église San Vidal.
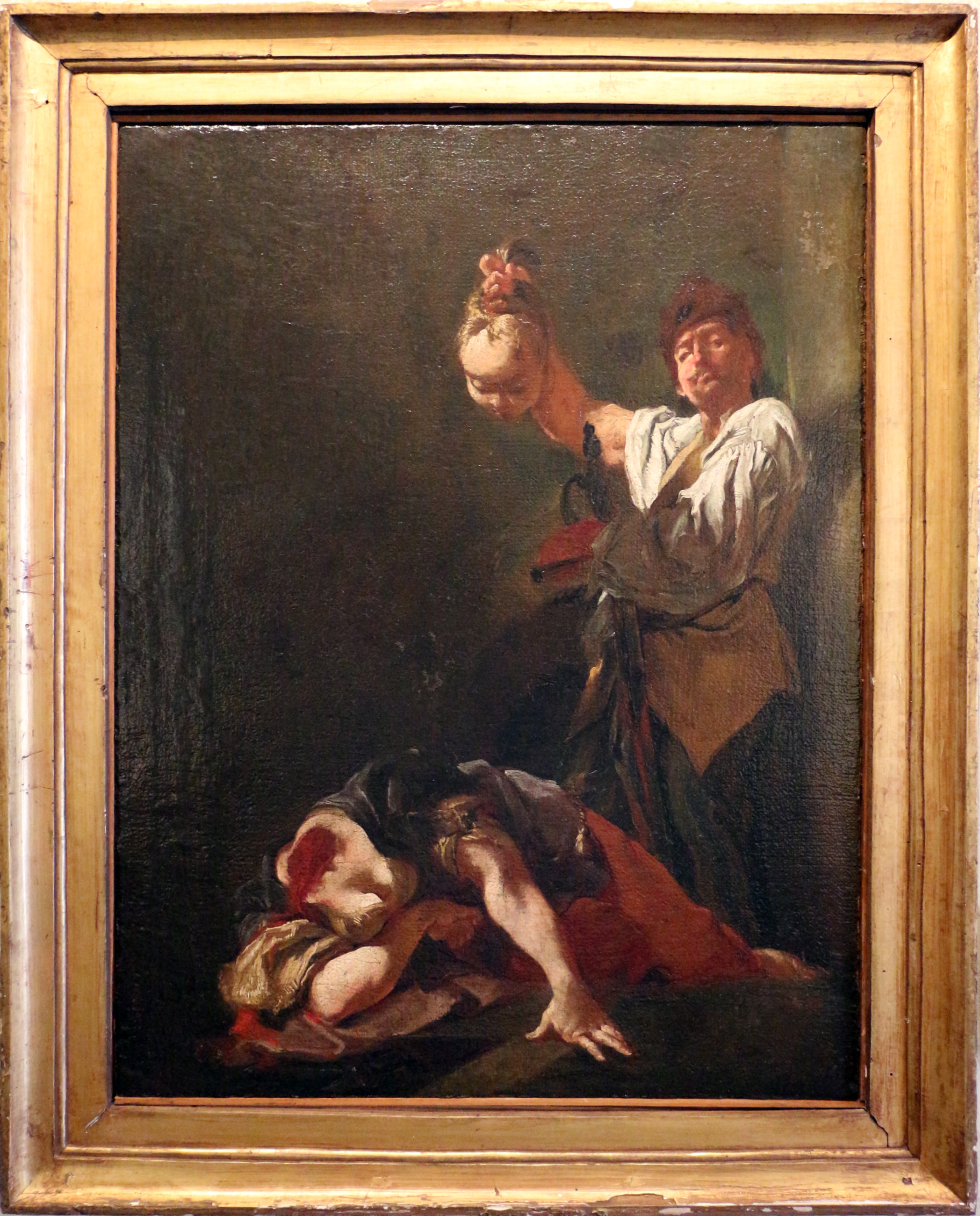
Le Martyre de sainte Eurosia, Venise, Ca' Rezzonico.

## Œuvres dans les collections publiques
France
- Dijon, musée des Beaux-Arts : Jeune homme au turban, vers 1725, huile sur toile[3].
- Quimper, musée des Beaux-Arts : Le Martyre de saint Jean l'évangéliste, 1730, huile sur toile[4].

Italie
- Florence, galerie des Offices : Autoportrait, 1725, huile sur toile[5].
- Venise, Galeries de l'Académie : Judith et Holopherne, 1730-1740, huile sur toile[6].